# Giuseppe Orefici
Giuseppe Orefici (1946-27 de junio de 2025) fue un arqueólogo italiano conocido por su trabajo en la investigación de civilizaciones prehispánicas en particular la cultura Nazca y Rapa Nui.

## Biografía
Licenciatura en Arquitectura. Desde 1982 es Director del Proyecto Nasca.
Ha realizado varias investigaciones en Perú, Bolivia, Chile, México, Cuba, Nicaragua.
En particular dirigió excavaciones arqueológicas en el Centro Ceremonial de Cahuachi desde 1984, Tiwanaku (2007 a 2014), Isla de Pascua (1991-93, 2001).
Publicó varios libros y artículos sobre la cultura Nasca y Rapa Nui, fue curador de numerosas exposiciones en América y Europa sobre la cultura prehispánica.
La investigación más importante, todavía en curso, es la excavación arqueológica y la puesta en valor de Cahuachi (Cahuachi)

## La investigación actual
Actualmente es Director del Centro de Estudios Arqueológicos Precolombinos, del Proyecto Nasca.
Su interés científico actual se centra en el estudio de las civilizaciones Nasca y Tiwanaku, con particular referencia a la arquitectura, y los petroglifos prehispánicos.

## Publicaciones científicas
- Ligabue G., Orefici G. Rapa Nui, Erizzo, 1994.

- Orefici G. Nasca: arte e società del popolo dei geoglifi. Jaca Book, Milano, 1993.

- Orefici G. Cahuachi. Capital Teocratica Nasca. Lima: University of San Martin de Porres, 2012.

- Orefici G. Mensajes de nuestros antepasados: petroglifos de Nasca y Palpa. Apus Graph Ediciones, Lima, 2013

- Lasaponara R., Masini N., Orefici G. The Ancient Nasca World New Insights from Science and Archaeology. Springer International Publishing, 2016